# 603 (tal)
603 är det naturliga heltal som följer 602 och följs av 604.

## Matematiska egenskaper
- 603 är ett udda tal.
- 603 är ett sammansatt tal.
- 603 är ett Harshadtal.

## Inom vetenskapen
- 603 Timandra, en asteroid.